# TRIX (ユニット)
トリックス（TRIX ）は、かつてアルゼンチンで活動していた3人組女性歌手ユニットである。メンバーは、1960年7月5日に生まれたブエノスアイレス出身の三つ子の姉妹、マリア・ラウラ、マリア・エミリア、マリア・エウヘニア・フェルナンデス (María Laura, María Emilia y María Eugenia Fernández)である。8歳の時に、「ゴールデン・トリプレッツ (Las Trillizas de Oro)」の名前でデビューした。
その後、1978年にフリオ・イグレシアスのワールド・ツアーに同行した際にアメリカのプロデューサー、ジミー・リムに見いだされ、1980年に「DO・KI・DO・KI・センセーション」を発売した。その発売に際してフリオ・イグレシアスがユニット名をつけた。同曲は日本では1981年に発売され、10万枚を売り上げるヒットになった。

## 参考資料
- ソニーミュージック発売のコンピレーションアルバム
  - 『CANDYPOPS!』（2005年） - 「DO・KI・DO・KIセンセーション」「恋のキラキラ・ダンス」が収録されている。
  - 『CANDYPOPS!2』（2006年） - 「恋にタッチン・ハート」が収録されている。

| スタブアイコン | サブスタブ | この項目は、まだ閲覧者の調べものの参照としては役立たない、歌手に関連した書きかけの項目です。この項目を加筆・訂正などしてくださる協力者を求めています（P:音楽/PJ:芸能人）。 |